# Juan José Mora (Municipio)

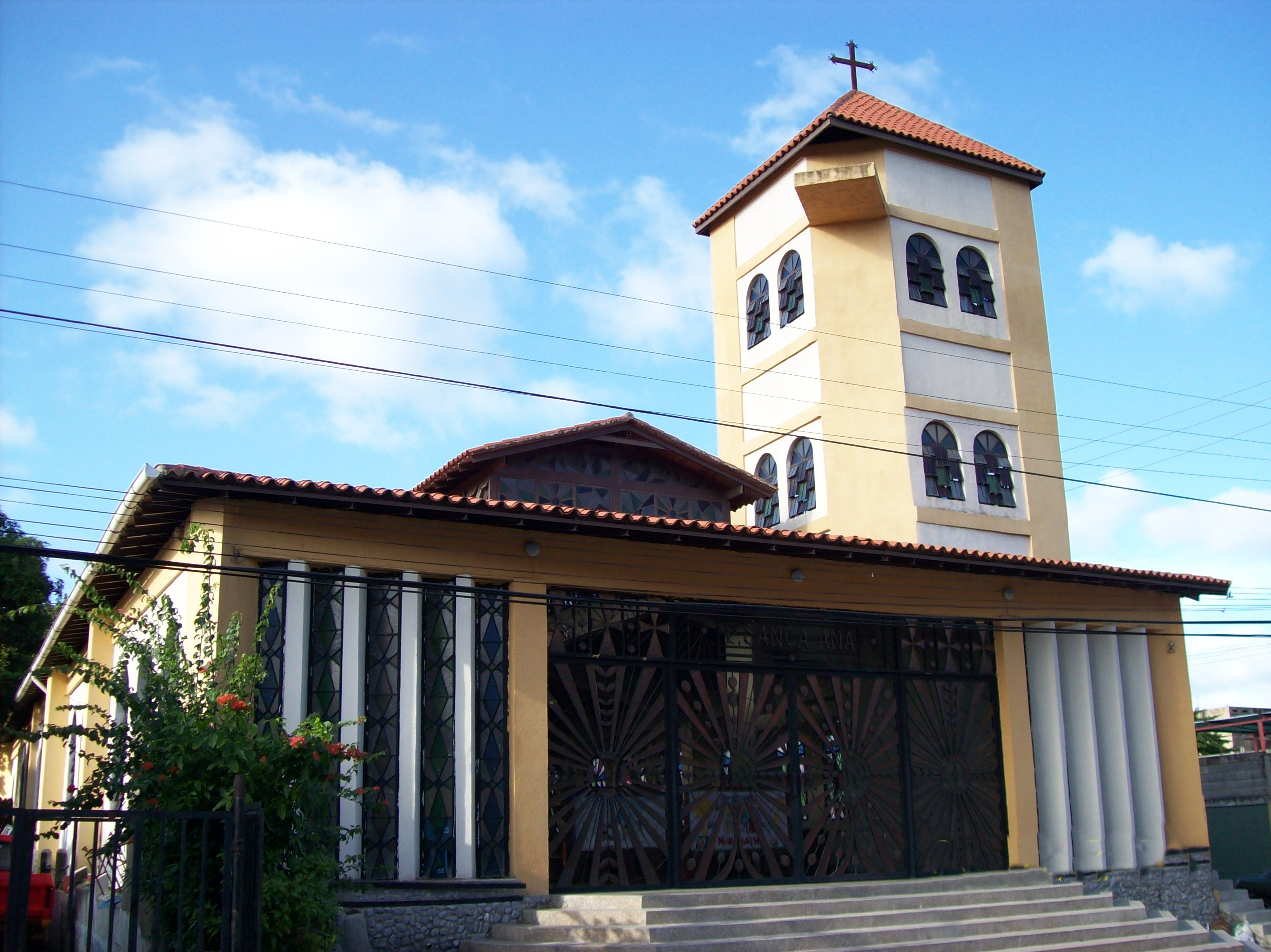
Kirche Santa Ana de Morón.

Juan José Mora ist einer der 14 Gemeinden (Municipios) des Bundesstaates Carabobo im Norden Venezuelas. 
Die Bevölkerung betrug laut Volkszählung von 2001 56.458 Einwohner.

## Geografie
Juan José Mora befindet sich im Nordwesten Carabobos an der Karibikküste. Der Yaracuy-Fluss im Westen bildet die Grenze zum Bundesstaat Yaracuy, im Süden grenzt er an den Bezirk Bejuma und im Osten an Puerto Cabello.
Die Fläche des Bezirks beträgt 453 km². Verwaltungssitz des Municipios ist die Stadt Morón.
Der Bezirk kann in eine Küsten- und eine Bergregion unterteilt werden. An der Küste regnet es etwa 900 mm, im Berggebiet zwischen 1200 und 1500 mm jährlich. Die Region hat eine durchschnittliche Jahrestemperatur von etwa 27 °C. Der Morón-Fluss fließt durch die Mitte des Bezirks.